# Pravý vaz trojúhelníkový
Pravý vaz trojúhelníkový, latinsky ligamentum triangulare dextrum, je krátký trojúhelníkový vaz, který připojuje pravý jaterní lalok k bránici a dolní duté žíle. Je tvořený volným koncem pravého věncového vazu (lig. coronarium dextrum) duplikaturou pobřišnice v místě, kde se spojuje přední a zadní list pravého věncového vazu, jedná se vlastně o přechod nástěnné pobřišnice na serózní povlak samotných jater. Společně s ostatními vazy odstupujícími z jater tvoří tzv. mezohepaticum, závěsný aparát jater v břišní dutině.

## Pravý vaz trojúhelníkový u zvířat
Podobně jako u člověka je pravý vaz trojúhelníkový vytvořen i u domácích savců. U psa a kočky spojuje játra s bránicí, u skotu jsou redukovaný a připojuje k bránici jen jejich pravý zadní okraj. U koně je pravý vaz trojúhelníkový mohutně vyvinutý, i když je poměrně krátký. Spojuje zadní okraj pravého jaterního laloku s žeberní částí bránice. U koně jsou trojúhelníkové vazy, pravý i levý, nejdůležitější strukturou, která drží játra v pozici.
U ptáků na pravé straně trojúhelníkový vaz odstupuje od pravého jaterního laloku na okraji jeho viscerální plochy, probíhá do strany mezi zádovou a břišní polovinou dutiny tělní, spojuje se se stěnou zadních hrudních vzdušných vaků a v místě styku zadního hrudního a břišního vzdušného vaku přirůstá k tělní stěně.